# Antigona (album)
Antigona è il terzo album in studio della cantante slovacca Katarzia, pubblicato l'8 ottobre 2018 su etichetta discografica Sinko Records.

## Tracce
1. Bábiky sa vraždia – 3:29
2. Uspávanka – 3:36
3. Neodvrávaj pánovi – 2:35
4. Bojím sa – 2:34
5. Nepohodlná osoba – 4:37
6. Kríza mužstva – 2:41
7. Lepidlo – 3:41
8. Krásu preklínam – 4:48

## Classifiche
| Classifica (2018) | Posizione massima |
| ----------------- | ----------------- |
| Slovacchia        | 46                |